# Wan'Dale Robinson
Wan'Dale Robinson (Frankfort, 5 gennaio 2001) è un giocatore di football americano statunitense che milita nel ruolo di wide receiver per i New York Giants della National Football League (NFL).

## Carriera

### New York Giants
Al college Watson giocò a football all'Università del Nebraska (2018-2020) e all'Università del Kentucky (2021). Fu nel corso del secondo giro (43º assoluto) del Draft NFL 2022 dai New York Giants. Debuttò come professionista subentrando nella gara del primo turno contro i Tennessee Titans ricevendo un passaggio da 5 yard dal quarterback Daniel Jones. La sua stagione da rookie si chiuse con 23 ricezioni per 227 yard e un touchdown in sei presenze, di cui tre come titolare.